# فريدي ديربي
فريدي ديربي هو نقابي وسياسي هولندي، ولد في 31 مارس 1940 في ضاحية بارا في سورينام، وتوفي في 19 مايو 2001 في باراماريبو في سورينام. نشط حزبياً في Surinamese Labour Party ‏. وقد انتخب عضو الجمعية الوطنية في سورينام ‏.